# Tetragonops
Tetragonops är ett släkte av skalbaggar. Tetragonops ingår i familjen vivlar.
Kladogram enligt Catalogue of Life:
| Tetragonops | \| \| Tetragonops alboscutatus \| \| \| \| \| \| Tetragonops fascicularis \| \| \| \| |
|             | \| \| Tetragonops alboscutatus \| \| \| \| \| \| Tetragonops fascicularis \| \| \| \| |
|             | Tetragonops alboscutatus                                                              |
|             |                                                                                       |
|             | Tetragonops fascicularis                                                              |
|             |                                                                                       |